# デュヌイ法

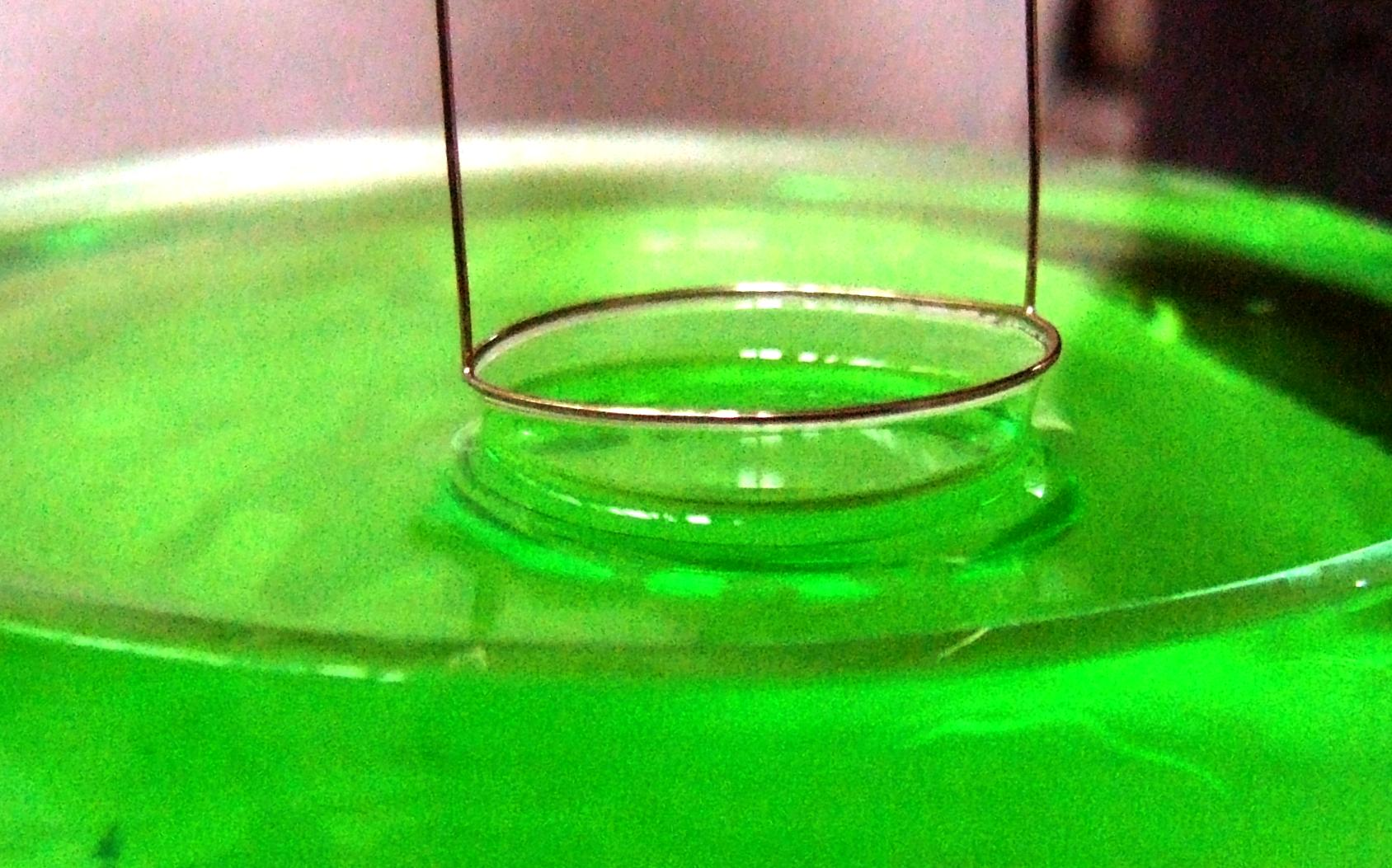
液面が円環によって引き上げられる様子

デュヌイ法（デュヌイほう、英語: du Noüy ring method）とは、ピエール・ルコント・デュ・ヌイによって1925年に提案された、液体の表面張力を測定する方法の一つである。金属製の円環が測定対象の液面から離れるのに要した力を計測し、表面張力を算出する。リング法、輪環法、円環法とも。

## 方法・機器

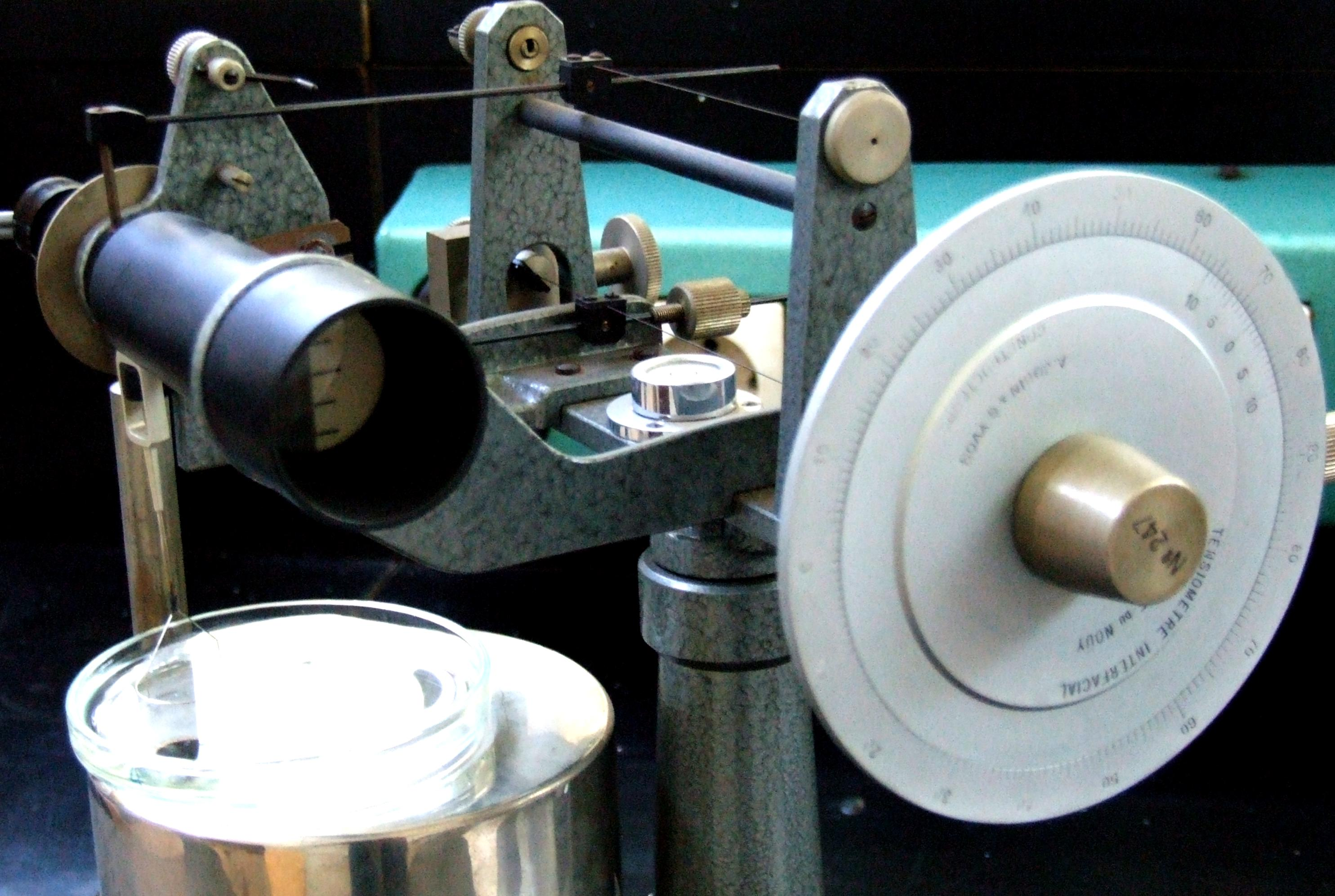
ねじり秤を用いたデュヌイ表面張力計

デュヌイ法による表面張力の測定には主に白金製の円環が用いられ、円環を測定対象の液面から徐々に引き上げて離す方法で行われる。円環を引き離すのに必要とされた力の最大値を計測し、それを元に液体の表面張力が算出される（後述）。
この際、力の計測には表面張力計が使用される。通常、表面張力計は液体が引き上げられたことによって加えられた力を電子天秤を用いて測定しており、それに対応する表面張力を自動的に計算・表示している。また、この表面張力計の登場以前は、ねじり秤が一般的に使用されていた。

## 原理
表面張力を {\displaystyle \gamma }、液面から円環を引き離すのに必要な力の大きさを {\displaystyle F} とすると、{\displaystyle F} は
{\displaystyle F=w_{(ring)}+2\pi \cdot (r_{i}+r_{a})\cdot \gamma }
と表せる。ただし、{\displaystyle r_{i}} は円環内側の液膜の半径、{\displaystyle r_{a}} は外側の液膜の半径、{\displaystyle w_{(ring)}} は円環の重さから円環にかかる浮力を引いた値である。この浮力は、円環の一部が液面より下に存在していることに由来する。ここで、円環の厚さが直径に比べて極めて小さいとすると、上記の式は円環の内側と外側の半径を平均した長さ R を用いて次のように近似できる。
{\displaystyle F=w_{(ring)}+4\pi R\gamma }
また、実際の測定では円環の直径が有限であることが実測値に及ぼす影響が考えられ、それを経験的に求められた係数によって補正、除去し値を求める必要がある。補正項 {\displaystyle f} を用いると、{\displaystyle F} は次のように表せる。
{\displaystyle F=w_{(ring)}+4\pi R\gamma f}
なお、一般的に使用される補正項には、ZuidemaおよびWatersによるもの、HuhおよびMasonによるもの、HarkinsおよびJordanによるものが存在する。ZuidemaおよびWatersによる補正項は表面張力の低い液体に適しており、HuhおよびMasonによる補正項は前者よりも広い範囲の液体に適用できる。また、HarkinsおよびJordanによる補正項は、HuhおよびMasonによるものより精密でありつつ一般的に広く使われている液体に適用できるとされる。